# Rosie Flores
Rosie Flores (San Antonio, Texas, 10 de septiembre de 1950) es una cantante de rockabilly y de country estadounidense. Su música comprende rockabilly, honky tonk, jazz, y western Swing junto con influencias tradicionales de su herencia Tex-Mex. Actualmente reside en Austin, Texas, donde el 31 de agosto ha sido declarado Día de Rosie Flores por el Ayuntamiento de Austin en 2006.

## Biografía
Rosie Flores nació en San Antonio, Texas, donde vive hasta la edad de doce años, cuándo su familia se traslada a San Diego. En entrevistas, Flores ha recordado que de niña, le encantaba mirar espectáculos televisivos musicales como el Espectáculo de Dick Clark y Hit Parade. Empieza a cantar de joven y su hermano, Roger le enseñó a tocar la guitarra rítmica cuándo era una adolescente.
Flores formó su primera banda, Penelope's Children, mientras estaba todavía en el instituto en California. En los años 70, Flores tocó en el circuito de cabaret de San Diego con la banda de country alternativo Rosie y los Screamers. Después de dejar a los Screamers, se une a un grupo punk sólo de mujeres, las Screamin' Sirens con las que actúa en los años 80. La banda produjo en 1987 un álbum llamado Vudú.
Flores hizo su debut en solitario con un álbum homónimo, que salió en Warner Bros./Reprise en 1987. El sencillo, “Crying Over You,” la colocó en las listas de Billboard por primera vez.
Flores ha girado ampliamente, apareciendo en los Estados Unidos, Europa, Asia y Australia. En 1995 se unió a Wanda Jackson en una gira costa-a-costa norteamericana y gira también como miembro de Asleep at the Wheel en 1997. Así mismo ha girado con un concierto de tributo en honor de Janis Martin, un programa con el cual actúa en el Rock and Roll Hall of Fame and Museum entre otros sitios. En 2012, formó parte del tributo del Rock and Roll Hall of Fame a Chuck Berry. Sus apariciones en medios de comunicación incluyen el Austin City Limits y Night with Conan O'Brien y tuvo un cameo, en 1993, en la película The Thing Called Love.
Además de su trabajo como intérprete y compositora, Flores ha ayudado a revivir las carreras músicos rockabilly de generaciones anteriores y a crear interés nuevo en su música. Su álbum Rockabilly Filly, publicado en HighTone Records en 1995, incluyó vocales de soporte de Janis Martin y Wanda Jackson. En 2007, Flores llevó a Janis Martin a un estudio de grabación en Blanco, Texas, para grabar el que sería el primer álbum solo de Martin en treinta años así como el último antes de su muerte de cáncer. Flores costeo el álbum y aparece como productora en los créditos.

## Discografía

### Álbumes
| Año  | Álbum                                                 | Sello                  | US Country |
| ---- | ----------------------------------------------------- | ---------------------- | ---------- |
| 1987 | Rosie Flores                                          | Reprise                | 67         |
| 1991 | After the Farm                                        | HighTone               |            |
| 1993 | Once More with Feeling                                | HighTone               |            |
| 1995 | Rockabilly Filly                                      | HighTone               |            |
| 1996 | Honky Tonk Reprise                                    | Rounder                |            |
| 1997 | A Little Bit of Heartache                             | Watermelon             |            |
| 1999 | Dance Hall Dreams                                     | Rounder                |            |
| 2001 | Speed of Sound                                        | Eminent                |            |
| 2004 | Bandera Highway                                       | HighTone               |            |
| 2004 | Single Rose                                           | Durango Rose           |            |
| 2005 | Christmasville                                        | Emergent               |            |
| 2009 | Girl of the Century (with The Pine Valley Cosmonauts) | Bloodshot              |            |
| 2012 | Working Girl's Guitar                                 | Bloodshot              |            |
| 2019 | Simple Case of the Blues                              | The Last Music Company |            |

### Singles
| Año  | Sencillo                        | US Country | Álbum        |
| ---- | ------------------------------- | ---------- | ------------ |
| 1986 | "I'm Walkin'"                   | sencillo   |              |
| 1987 | "Crying Over You"               | 51         | Rosie Flores |
| 1988 | "Somebody Loses, Somebody Wins" | 67         | Rosie Flores |
| 1988 | "He Cares"                      | 74         | sencillo     |

## Premios y nominaciones
| Año  | Asociación                | Categoría                      | Trabajo             | Resultado |
| ---- | ------------------------- | ------------------------------ | ------------------- | --------- |
| 1986 | Academy of Country Music  | Top New Female Vocalist        | Herself             |           |
| 1997 | Country Music Association | Vocal Group of the Year        | Asleep at the Wheel |           |
| 1997 | Country Music Association | Instrumental Group of the Year | Asleep at the Wheel |           |
| 1997 | Academy of Country Music  | Band of the Year (touring)     | Asleep at the Wheel |           |
| 1997 | Academy of Country Music  | Top Vocal Group                | Asleep at the Wheel |           |
| 2007 | Peabody Awards            | N/A                            | Whole Lotta Shakin' |           |
| 2014 | Ameripolitan Music Awards | Honky Tonk Female              | Herself             |           |
| 2014 | Ameripolitan Music Awards | Rockabilly Female              | Herself             |           |